# Алтилија (Козенца)
Алтилија (итал. Altilia) је насеље у Италији у округу Козенца, региону Калабрија.
Према процени из 2011. у насељу је живело 262 становника. Насеље се налази на надморској висини од 590 м.